# Kalevan Pallo
Kalevan Pallo, kurz KalPa, ist ein finnischer Eishockeyverein, der in der Liiga spielt. Ihre Heimspiele absolviert die Mannschaft in der Olvi Areena in Kuopio.

## Geschichte
KalPa wurde im Jahr 1929 im karelischen Sortavala unter dem Namen Sortavalan Palloseura gegründet. Nach dem Zweiten Weltkrieg zog der Verein vom russisch besetzten Sortavala in das ostfinnische Kuopio.
1999 wurde der Spielbetrieb der Profimannschaft in eine Aktiengesellschaft ausgelagert, die KalPa Hockey Oy.
Mittlerweile haben die NHL-Spieler Kimmo Timonen und Sami Kapanen, die selbst einmal für KalPa gespielt haben, den Verein übernommen. Zudem hält Scott Hartnell 5 % der Anteile an der Gesellschaft. Sami Kapanen ist zudem Geschäftsführer und Vorstandsvorsitzender der Gesellschaft, Kimmo Kapanen ist Sportmanager.
Im Dezember 2018 konnte KalPa als erster finnischer Verein den Spengler Cup gewinnen.

## Platzierungen
| Saison    | Liga        | Platz                                       |
| --------- | ----------- | ------------------------------------------- |
| 2014–2015 | Liiga       | 6. Platz (Vorrunde), Play-off-Viertelfinale |
| 2013–2014 | Liiga       | 14. Platz                                   |
| 2012–2013 | SM-Liiga    | 5. Platz (Vorrunde), Play-off-Viertelfinale |
| 2011–2012 | SM-Liiga    | 1. Platz (Vorrunde), Play-off-Viertelfinale |
| 2010–2011 | SM-Liiga    | 5. Platz (Vorrunde), Play-off-Viertelfinale |
| 2009–2010 | SM-Liiga    | 2. Platz (Vorrunde), Play-off-Halbfinale    |
| 2008–2009 | SM-Liiga    | 6. Platz (Vorrunde), Play-off-Halbfinale    |
| 2007–2008 | SM-Liiga    | 13. Platz                                   |
| 2006–2007 | SM-Liiga    | 13. Platz                                   |
| 2005–2006 | SM-Liiga    | 14. Platz                                   |
| 2004–2005 | Mestis      | 1. Platz                                    |
| 2003–2004 | Mestis      | 1. Platz                                    |
| 2002–2003 | Mestis      | 4. Platz                                    |
| 2001–2002 | Mestis      | 3. Platz                                    |
| 2000–2001 | Suomi-Sarja | 1. Platz                                    |
| 1999–2000 | Suomi-Sarja | 5. Platz                                    |
| 1998–1999 | SM-Liiga    | 12. Platz                                   |
| 1997–1998 | SM-Liiga    | 12. Platz                                   |
| 1996–1997 | SM-Liiga    | 12. Platz                                   |
| 1995–1996 | SM-Liiga    | 11. Platz                                   |
| 1994–1995 | SM-Liiga    | 8. Platz                                    |
| 1993–1994 | SM-Liiga    | 10. Platz                                   |
| 1992–1993 | SM-Liiga    | 10. Platz                                   |
| 1991–1992 | SM-Liiga    | 7. Platz                                    |
| 1990–1991 | SM-Liiga    | 2. Platz                                    |
| 1989–1990 | SM-Liiga    | 4. Platz                                    |
| 1988–1989 | SM-Liiga    | 5. Platz                                    |
| 1987–1988 | SM-Liiga    | 8. Platz                                    |
| 1986–1987 | SM-Liiga    | 9. Platz                                    |

## Spieler

### Gesperrte Trikotnummern
- #1 Pasi Kuivalainen
- #27 Jouni Rinne
- #44 Kimmo Timonen

### Bekannte ehemalige Spieler
| - Jiří Bicek - Pavel Brendl - Adam Hall - Teemu Hartikainen - Marko Jantunen - Olli Jokinen - Mikko Koskinen - Jarno Kultanen - Kasperi Kapanen - Artturi Lehkonen - Martin Sonnenberg - Jussi Tarvainen - Marko Tuomainen - Samuli Suhonen | - Ossi Hyppönen - Erik Hämäläinen - Kimmo Kapanen - Sami Kapanen - Jarmo Kekäläinen - Mikko Leinonen - Dušan Pašek - Veli-Pekka Pekkarinen - Jari Pulliainen - Juuso Riikola - Reijo Ruotsalainen - Dárius Rusnák | - Peter Slanina - Jeremy Stevenson - Alexandre Texier - Wayne Thompson - Pekka Tirkkonen - Juha Tuohimaa - Esa Välioja - Juhani Wahlsten - Mika Strömberg - Kalle Sahlstedt - Sami Kapanen |

## Trainer
- 1986–1987 Esko Nokelainen
- 1987–1988 Esko Nokelainen, Juha Junno ab 30. Januar
- 1988–1989 Juha Junno
- 1989–1990 Juha Junno
- 1990–1991 Juha Junno
- 1991–1992 Juha Junno
- 1992–1993 Juha Junno
- 1993–1994 Hannu Kapanen
- 1994–1995 Anatoli Bogdanow
- 1995–1996 Anatoli Bogdanow, Pekka Hämäläinen 23. Januar
- 1996–1997 Pekka Hämäläinen, Markku Keinänen ab 16. November, Jari Härkälä ab 22. November
- 1997–1998 Jari Härkälä, Markku Keinänen ab 23. Oktober, Risto Kerminen ab 30. Oktober
- 1998–1999 Jan Neliba, Jouni Rinne ab 14. Dezember
- 2005–2006 Mika Pieniniemi
- 2006–2007 Mika Pieniniemi, Pekka Virta ab 29. September
- 2007–2008 Pekka Virta
- 2008–2009 Pekka Virta
- 2009–2010 Pekka Virta